# 阿林娜·阿季尔哈诺娃
阿林娜·穆拉托芙娜·阿季尔哈诺娃（2001年9月26日—），哈萨克斯坦艺术体操运动员，2018年亚洲运动会个人全能和团体金牌得主、2021年亚洲艺术体操锦标赛个人全能、棒操金牌得主、圈操和球操银牌得主。